# Philonotis crenatula
Philonotis crenatula är en bladmossart som beskrevs av Kindberg 1889. Philonotis crenatula ingår i släktet källmossor, och familjen Bartramiaceae. Inga underarter finns listade i Catalogue of Life.